# 民主労働党 (韓国)
民主労働党（みんしゅろうどうとう）は、韓国の革新政党。戦闘的労働運動を標榜する「全国民主労働組合総連盟」（民主労総）が支持母体であり、現代グループの企業城下町である蔚山広域市では、現代労組が民主労総の中核であったことから、もともとハンナラ党現職を脅かす勢力があった。略称は民労党（みんろうとう）。2011年12月15日、国民参与党および新しい進歩統合連帯との合党によって「統合進歩党」が結成されたため、消滅した。党のスローガンは、「働く人々の希望」だった。

## 概要
1997年12月の大統領選挙に民主労総委員長の権永吉（クォン・ヨンギル）が立候補する際に結成した国民勝利21を前身に、2000年1月30日に結成された。綱領ではイデオロギー政党と曖昧な表現にしたが、これは国家保安法に抵触することを防ぐためである。
党の目標を「労働者と民衆主体の自主的民主政府建設」、「利潤を目的とする私的所有権を制限し、生産手段を社会化」としており、実質的には社会主義に近い。また、党の理想は「人類史に綿々と続く社会主義を継承した新しい解放共同体」と明示する。かつての日本社会党左派を想像すればいいかもしれない。綱領は、左派学者や80年代の理論派活動家が作成したため、主体思想派が優勢だった80年代の学生運動家が使った論理がそのまま反映された、との見方もある。米国については「朝鮮半島を分割し、同族が相争う悲劇をもたらし、南北に軍備競争の消耗戦を誘導、民衆の生を荒廃させた」と主張する。
政治面では「抑圧的国家機構」の国家保安法・国家情報院・国軍機務司令部を廃止し、軍・警察・行政官僚機構を民主的に改造するとしている。経済面では、富裕税の創設、財閥トップ一族の持ち株を強制的に有償還収するといった方法での財閥解体、一定規模以上の土地の国有・公有化など社会主義的政策を主張する。外交・軍事面では、在韓米軍撤退と戦時作戦統制権還収などを挙げる。

## 沿革

### 地方選挙の勝利と院内進出
創党直後に行なわれた2000年4月の第16代総選挙では議席を獲得することは出来なかったが、2002年6月の地方選挙で、基礎自治団体長で2名、広域自治体議員では地域区で2名、比例代表区では自由民主連合を上回る8.1%の得票率で9名の当選者を出すことに成功した。そして、2004年の第17代総選挙では、比例代表区へも投票ができるように制度が改正されたこともあって、議席獲得に成功、一気に第3党に躍り出た。第一共和国の進歩党が弾圧され消滅して以来、韓国では派閥のような政党が人脈により離合集散を繰り返してきた。民主労働党は、政策を基にした政党であり、従来の韓国の派閥政党とは性格を異にする。また、ほぼ時期を一にして盧武鉉が大統領に当選し、ウリ党を結成するなど、韓国政界の左派色が強まった感がある。
議席獲得以前の民労党は、単なる反体制団体と見做され、街頭デモは厳しく規制されたが、議席を獲得した途端、それまで民主労働党規制の指揮を執っていた治安担当者が民主労働党本部を訪れ、予算成立に関して協力を依頼したという。
2005年の北朝鮮訪問の際、北朝鮮の国立墓地に当たる愛国烈士陵の芳名録に「あなた方の愛国心を末永く心に刻む」と記し国内で物議を醸した。また、北朝鮮の行事に出席して拍手するなどの行動が、北朝鮮の主張に同調していることになると批判を受けている。
2006年10月31日、文成賢（ムン・ソンヒョン）代表を始めとする北朝鮮訪問団が訪朝し、歓迎晩餐会に参加した他、金日成の生家である万景台の訪問を行った。民労党は「平和のメッセンジャー」の役割を果たしたと主張するが、国内では北朝鮮の「操り人形」になったとの批判もある。

### 一心会事件と2007年大選敗北
2006年10月、386世代の元学生運動家らによるスパイ団、一心会事件に絡み、複数の幹部が国家情報院と検察当局に逮捕され、その後有罪が確定した。2007年12月の大統領選挙には権永吉を擁立したものの、社会自由主義的主張を掲げた創造韓国党の文国現（ムン・グヒョン）にも遅れをとる得票率3.0%で5位に沈んだ。この敗北を受け、親北朝鮮路線を採る党内多数派の「自主派」を魯会燦（ノ・フェチャン）ら「平等派」が激しく批判し、党内は分裂含みの混乱状況に陥った。2008年1月には党内に非常対策委員会が設置され、平等派を中心に一心会事件の総括・親北路線の転換を目指す流れが一旦生まれたものの、一心会関係者の除名を骨子とした改革案が2月3日の臨時党大会で否決されると、これに失望した支持母体の民主労総傘下の組合や地域党幹部・党員の集団離党が多発した。

### 民労党の分裂と18代総選挙敗北
民労党から離党した新党派は、2008年1月26日、「新しい進歩運動（新しい進歩政党）」出帆式を開き、進歩新党創党に本格的に取り組むことになった。発足宣言文で（1）実質的な赤緑連帯実践で地球温暖化問題などに能動的に対応、（2）資本主義克服の原則と実現方式の多元性の認定、（3）非正規職や中小企業、女性労働者を代弁する新しい労働を形成する、（4）生活領域で進歩的地方政治の独自展望の構築、を明言した。北朝鮮との関係については「南北を『民族的特殊関係』以前に主権国家として国家対国家の関係と認識する、とした。そして、3月2日に民労党から離党した沈相奵と魯会燦両議員が中心となって結成される「進歩新党」の結党準備会の発足式が行なわれ、進歩新党が事実上旗揚げし、民労党は分裂することになった。4月9日に行なわれた第18代総選挙では、地域区では前回と同じ2議席を確保したが、比例代表では前回獲得した半分以下の3議席に留まり、地域区と合わせて5議席しか獲得できず敗北を余儀なくされた。

### 18代総選挙後
18代総選挙後の2008年7月25日、国会議員会館で行なわれた代表選出大会で姜基甲（カン・ギカプ）が当日まで六日間行なわれた決選投票を制して新しい代表に選出された。
同年6月の補欠選挙で広域議員1名（慶尚南道昌原市）が当選。続く10月の補欠選挙では基礎議会選挙で1名が当選した。2009年4月の補欠選挙では民主党の絶対的地盤である全羅南道において広域議員（長興郡第2区）と基礎議員（光州市西区）、それぞれ1名ずつ当選させた。
2010年6月の全国同時地方選挙では、先進党を除く民主党など野党勢力と共闘態勢を構築して選挙戦を戦い、蔚山広域市と首都圏の基礎自治団体長3名と広域議会15名が当選した。特に慶尚南道では単独で院内交渉団体を構成することが出来る5名の議員を当選させる快挙を成し遂げた。同年7月15日前任の党指導部選挙（党指導部の任期2年が満了したことに伴って実施された）で、新たな民労党代表に李正姫（이정희イ・ジョンヒ）議員が当選した。同時地方選挙の翌2011年4月27日に行われた国会議員及び自治団体長などの再補選にて全羅南道順天市国会議員補欠選挙で野党統一候補として出馬した候補が当選した他、蔚山広域市東区区庁長選挙で5年ぶりに勝利するなど、国会議員や自治団体長及び議員合わせて4名を当選させ大きく躍進させることができた。

### 進歩勢力の統合に向けて
2012年に予定されている総選挙と大統領選挙での勝利を目指して、進歩新党を含めた統合新党を推進するための協議が2011年1月以降進められ6月1日明け方、最終合意に達した。
9月に民労党と進歩新党などが統合して新しい進歩政党を創党することになっているが、民労党と進歩新党の党内では拙速な統合に対する反発も強く、進歩新党の副代表3名が最終合意案に反対を表明するなど9月の新党結成までには紆余曲折も予想されている。
民労党と進歩新党の統合が進行する一方で、民労党と国民参与党（参与党）の統合問題も浮上した。これは盧武鉉前大統領に近い所謂「親盧」グループが結成した参与党との統合を通じた進歩主義政治勢力の拡大と、参与党との統合議論を深めることで進歩新党内統合派の合流を期待する民労党主流派の思惑が背景にあった。こうした参与党との統合問題に対し進歩新党側は「自由主義勢力との野合である」と強く反発した。参与党の合流問題については、27日に趙承洙進歩新党代表が「参与党問題で合意に至らなくても9月25日に創党大会を開催する」との提案を李正姫民労党代表に対して行い李代表がこれを受け入れたことで、ひとまず決着をみた。しかし、9月4日に行われた進歩新党の党大会において民労党との合党案への賛成票が成立に必要な3分の2に満たず否決されたことで、進歩新党との合党議論は解消されることとなった。
参与党との統合を話し合う9月25日の党大会を前にした21日、民労党の元代表である権永吉、姜基甲、千永世の3人は統合に反対する姿勢を明らかにする一方、李正姫代表は代議員への手紙をマスコミに公開して参与党との統合推進を訴えて対抗した。参与党との統合問題を巡り、元代表と現代表がそれぞれ異なる姿勢を示したことで、党内の分裂はより鮮明になった。
党内対立が続く中で行われた25日の党大会にて参与党との統合案への賛否を問う投票が行われたが、成立に必要な3分の2に満たず統合案は否決された。これにより昨年末から続けられてきた進歩勢力統合に向けた動きは何の成果も残せずに漂流する見通しが強くなった。また進歩政治勢力は参与党との統合に賛成した民労党主流派とそれに反対した非主流派、民労党との統合に賛成した進歩新党主流派とそれに反対した非主流派、そして参与党と5つの潮流に分裂することになった。なお党の国会議員6名中、4名が統合案への反対票を投じた。
結局、統合は民労党と進歩新党を離党した沈相奵や魯会燦らが参加する統合連帯、参与党が参加によって行われることになり、11月10日の実務協議で統合方法について合意するに至った。20日、民労党と参与党及び統合連帯の3者は進歩統合政党の建設推進を宣言した。27日の代議員大会で統合案が在籍代議員627名中565名の賛成で承認。12月5日、民労党と参与党及び統合連帯は党の合併を宣言、統合進歩党（進歩党）が事実上発足することになった。12月15日、「統合進歩党」が中央選挙管理委員会に新設合党方式で政党登録されたことにより、民労党は党の歴史に幕を閉じた。

## 党指導部
- 代表：李正姫イ・ジョンヒ 2010.7～2011.12
  - 姜基甲 강기갑カン・ギカプ 2008.7～2010.7
  - 権永吉 권영길クォン・ヨンギル 2000.1～2004.6
  - 金恵景 김혜경キム・ヘギョン 2004.6～2006.2
  - 文成賢 문성현ムン・ソンヒョン 2006.2～2008.2
  - 千永世 천영세チョン・ヨンセ 2008.2～2008.7
- 院内代表：姜基甲
- 代弁人（報道官）：ウ・ウィヨン 우위영

出典：民主労働党ホームページ、「사람들（人々）」の “최고위원（最高委員）”より

## 選挙における党勢推移

### 大統領選挙
| 年月日         | 大統領選挙               | 候補者 | 得票率 |
| -------------- | ------------------------ | ------ | ------ |
| 2002年12月19日 | 2002年大韓民国大統領選挙 | 権永吉 | 3.9%   |
| 2007年12月19日 | 2007年大韓民国大統領選挙 | 権永吉 | 3.0%   |

### 総選挙
| 年月日        | 総選挙       | 議席数 | 議席数 | 議席数 | 得票率 （比例） |
| 年月日        | 総選挙       | 合計   | 地域   | 比例   | 得票率 （比例） |
| ------------- | ------------ | ------ | ------ | ------ | --------------- |
| 2000年4月13日 | 第16代総選挙 | 0      | 0      | 0      | 1.2%            |
| 2004年4月15日 | 第17代総選挙 | 10     | 2      | 8      | 13.0%           |
| 2008年4月9日  | 第18代総選挙 | 5      | 2      | 3      | 5.6%            |

## 年表
| 年     | 月日     | 出来事 |
| ------ | -------- | --- |
| 2000年 | 1月30日  | 民主労働党創党大会開催。正式に発足 |
| 2000年 | 4月13日  | 第16代総選挙。候補者を擁立して戦うが議席獲得は出来ず、得票率2%未満で政党登録が取り消される                                                                                   |
| 2000年 | 5月24日  | 再創党（代表者：権永吉） |
| 2002年 | 6月13日  | 第3回全国同時地方選挙。基礎団体長2名、広域自治体議会議員では地域区と比例代表で11名が当選。                                                                                   |
| 2002年 | 12月19日 | 大統領選挙。民労党の権永吉候補は3.9%を獲得（3位） |
| 2004年 | 4月15日  | 第17代総選挙。10名（地域区8名/比例代表2名）が当選、院内進出を果たす |
| 2006年 | 5月31日  | 第4回全国同時地方選挙。広域自治体議会議員は15名（地域区5名/比例代表19名）、基礎議会議員は66名（地域区52名/比例代表14名）が当選。広域自治団体長・基礎自治団体長の当選者は無し |
| 2007年 | 12月19日 | 大統領選挙。権永吉候補3.0%の得票を獲得（4位） |
| 2008年 | 4月9日   | 第18代総選挙。5名（地域区2名/比例代表3名）と、前回を下回る当選者数となり敗北                                                                                                 |
| 2008年 | 6月4日   | 地方議会再補選。広域議会議員1名が当選 |
| 2008年 | 7月25日  | 党代表選挙で、姜基甲が68.3%の得票率を獲得して、当選。代表に就任。 |
| 2008年 | 10月29日 | 地方議会再補選、基礎議会議員1名当選 |
| 2009年 | 4月30日  | 国会議員と地方議会の再補選。広域議員と基礎議員、それぞれ1名ずつ当選。 |
| 2010年 | 6月2日   | 第5回全国同時地方選挙。基礎自治団体長3名、広域議会15名、基礎議会51名が当選した。                                                                                             |
| 2010年 | 7月15日  | 党指導部の選挙で李正姫議員が当選、同月26日から党代表（任期2年）に。 |
| 2011年 | 1月20日  | 「進歩大統合と進歩政党建設のための進歩陣営代表者連席会議」（連席会議）の第一次代表者会議                                                                                     |
| 2011年 | 4月27日  | 国会議員及び自治団体長などの再補選。全南順天市国会議員補選で当選した他、蔚山市東区にて区長が当選するなど計4名が当選                                                          |
| 2011年 | 5月6日   | 連席会議3次会議、1次合意文発表 |
| 2011年 | 6月1日   | 連席会議6次会議で9月に新しい進歩政党を結成することで最終合意。 |
| 2011年 | 8月28日  | 民労党と進歩新党、来月9月25日に統合進歩政党の創党大会を開催することで合意。                                                                                                  |
| 2011年 | 9月4日   | 進歩新党の党大会において、民労党との統合案が否決 |
| 2011年 | 9月21日  | 元代表の権永吉・千永世・姜基甲の3人が参与党との統合に反対を表明。 |
| 2011年 | 9月25日  | 党大会において参与党との統合案への是非を問う代議員投票にて統合案が否決 |
| 2011年 | 11月11日 | 民労党と参与党、統合連帯による3者統合の方法について合意。 |
| 2011年 | 11月20日 | 民労党と参与党及び統合連帯、進歩統合政党建設宣言 |
| 2011年 | 11月27日 | 代議員大会で統合を最終承認 |
| 2011年 | 12月5日  | 民労党と参与党、統合連帯の3者が合併を公式宣言。「統合進歩党」が事実上発足 |
| 2011年 | 12月15日 | 「統合進歩党」が中央選挙管理委員会に政党登録。民労党は新設合党で消滅。 |